# Renningen
Renningen là một thị trấn thuộc huyện Böblingen, bang Baden-Württemberg, Đức. Nơi đây nằm cách Stuttgart 18 km về phía tây.